# 上塚寛
上塚 寛（うえつか ひろし） は、日本の原子力工学者。原子力科学研究所所長や、日本原子力研究開発機構理事を経て、放射線計測協会理事長。元日本原子力学会会長。

## 人物・経歴
1976年北海道大学大学院工学研究科金属工学専攻修士課程修了。1983年北海道大学工学博士。2005年日本原子力研究開発機構経営企画部上級研究主席部長。2009年日本原子力研究開発機構東海研究開発センター長代理、日本原子力研究開発機構東海研究開発センター原子力科学研究所長。2011年日本原子力研究開発機構東海研究開発センター長代理、日本原子力研究開発機構東海研究開発センター 核燃料サイクル工学研究所長。2012年日本原子力研究開発機構理事。2015年日本原子力研究開発機構特別顧問、日本原子力学会会長。2017年放射線計測協会理事長。